# 天樂創世紀少年合唱團
天使之翼合唱團（英文：Libera），或譯天樂創世紀少年合唱團，前身稱聖菲利浦少年合唱團（英文：St. Philips Boys Choir），或译圣菲利浦童声合唱团。該合唱團是由已故的普萊茲曼創辦，成立於英國倫敦。該合唱團在許多國家舉辦音樂會，包括英國、美國和亞洲各地，並經常為自己的專輯發行和其他專案製作錄音。 許多成員也在南倫敦St. Philip’s 堂區合唱。根據2009年的《讚美之歌》電視特別節目，該合唱團通常由大約40名年齡在七歲至十六歲之間的成員組成，其中包括尚未準備好完全參與專輯或巡演的新成員。該團體從倫敦地區的各種背景中招募成員 ，並不要求其成員屬於任何特定的宗派。團員的歌唱生涯非常短。
除了錄製專輯、巡迴演出和作為Libera在出現在電視節目中，該合唱團作為男聲和男童唱詩班的一部分，每週參與教區合唱。該合唱團作為註冊了的英國慈善機構，旨在「為任何背景、合適的男孩提供培訓成為歌手的機會」。 因此，合唱團團員在團內的工作沒有報酬，但在巡迴演出時會得到報酬。
該合唱團的名稱源自於其標誌性歌曲《Libera》，該歌曲基於安魂彌撒的“Libera Me”部分。 Libera是拉丁文的單數形式祈使句，意思是「自由」。
不同於以往刻板印象中的合唱團，該合唱團拋棄了古典的包袱，而嘗試演唱各種類型的樂曲。前幾張Angel Voices系列的專輯以美聲唱法詮釋了各式各樣的民謠。而在更名後的幾張專輯以古典樂曲為骨幹，但使用流行的元素詮釋。他們所追求的理念是「古典」與「現代」並存。歌曲涵蓋了從古典樂到現代樂曲，領域極為寬廣。專輯中曾有兩首歌打進排行榜暢銷單曲，有名的歌曲亦有很多。

## 音樂作品

### 单曲
- 1987年：Sing Forever
- 1988年：Adoramus
- 1995年：Libera
- 1999年：Salva Me
- 2008年：Love and Mercy
- 2010年：Lead, Kindly light
- 2015年：What a Wonderful World
- 2015年：America the Beautiful
- 2017年：The Moon Represents My Heart[6]

### 专辑
以 Angel Voices:
- 1988年：Sing Forever
- 1990年：New Day
- 1992年：Angel Voices
- 1996年：Angel Voices 2
- 1996年：Peace on Earth
- 1997年：Angel Voices 3

以 Libera:
- 1995年：Libera
- 1999年：Libera
- 2001年：Luminosa
- 2003年：Complete Libera,
- 2004年：Free
- 2005年：Visions
- 2006年：Welcome to Libera's World  (仅在日本发行)
- 2006年：Angel Voices
- 2007年：Angel Voices: Libera in Concert
- 2008年：New Dawn
- 2008年：Prayer: You Were There
- 2009年：Eternal: The Best of Libera
- 2010年：Peace
- 2011年：Miracle of Life
- 2011年：The St. Philip's Boys Choir: The Best of Angel Voices
- 2011年：Libera: The Christmas Album
- 2012年：Angel Voices 2012
- 2012年：Song of Life: A Collection
- 2013年：Ave Maria天賴奇蹟  (僅在亞洲發行)
- 2013年：Angels Sing: Christmas in Ireland
- 2015年：Angels Sing: Libera in America
- 2016年：Libera at Christmas
- 2017年：Hope
- 2018年：Beyond
- 2019年：Christmas Carols with Libera
- 2021年：If

### 電影配樂
- 1995年：十二猴子[7]
- 1996年：羅密歐與茱麗葉之後現代激情篇[7]
- 1998年：貝蒂表妹（英语：Cousin Bette）
- 2001年：沉默的殺機
- 2004年：The Merchant of Venice (2004 film)（英语：The Merchant of Venice (2004 film)）
- 2008年：無人守護
- 2011年：El gran milagro (The Greatest Miracle)
- 2012年：來自新世界 (電視動畫)

## 電視節目
該團亦擁有自己專屬的電視節目。幾年前每星期他們都會出現在英國多家不同的電視節目或是廣播劇中，包括「The Dame Edna Show」、《藍色彼得》、「Top of the Pops」、「Live and Kicking」、「This Morning」、「GMTV」、「When will I be famous」和「The Paul Merton Show」等多個知名的英國節目。

## 外部連結
- Libera官方网站 （页面存档备份，存于）
- 天樂創世紀少年合唱團在互联网电影资料库（IMDb）上的資料（英文）
- Libera官方myspace （页面存档备份，存于）
- Libera官方Facebook專頁 （页面存档备份，存于）
- Libera在EMI古典 (2013年EMI古典併入Warner Classics)
- Libera在Warner Classics （页面存档备份，存于）
- Libera在Let's Sing It （页面存档备份，存于）